# Araucaria bernieri
Espèce
Classification phylogénétique
Statut de conservation UICN

 VU C1 : Vulnérable
L'Araucaria de Bernier,  Araucaria bernieri, est une espèce de plantes du genre Araucaria, endémique de Nouvelle-Calédonie. Il s'agit d'une espèce inféodée aux terrains ultramafiques.

## Description
- Conifère au port colonnaire et cyme tabulaire pour les plus spécimens anciens atteignant une hauteur de 50 mètres[2],[3]

## Répartition
Sud de la Nouvelle-Calédonie, mais aussi le Nord-Ouest en population isolées.
Protégé dans le parc provincial de la Rivière Bleue et la réserve Naturelle de la Montagne des Sources.